# Bunkeflo socken
Bunkeflo socken i Skåne ingick i Oxie härad, ingår sedan 1971 i Malmö kommun och motsvarar från 2016 Bunkeflo distrikt.
Socknens areal är 17,71 kvadratkilometer varav 17,66 land. År 2000 fanns här 5 157 invånare. Godset Katrinetorp samt en del av Malmö inom stadsdelen Limhamn-Bunkeflo med delområdena och tätorterna Bunkeflostrand och Vintrie samt kyrkbyn Bunkeflo by med sockenkyrkan Bunkeflo kyrka ligger i socknen. 

## Administrativ historik
Socknen har medeltida ursprung.
Vid kommunreformen 1862 övergick socknens ansvar för de kyrkliga frågorna till Bunkeflo församling och för de borgerliga frågorna bildades Bunkeflo landskommun. Landskommunen utökades 1952 och uppgick 1971 i Malmö kommun. Församlingen upplöses 2014 där huvuddelen uppgick i Limhamns församling och en mindre del i Hyllie församling.
1 januari 2016 inrättades distriktet Bunkeflo, med samma omfattning som församlingen hade 1999/2000.
Socknen har tillhört län, fögderier, tingslag och domsagor enligt vad som beskrivs i artikeln Oxie härad. De indelta soldaterna tillhörde Södra skånska infanteriregementet, Skytts kompani  och Skånska husarregementet, Arrie skvadron, Månstorps kompani.

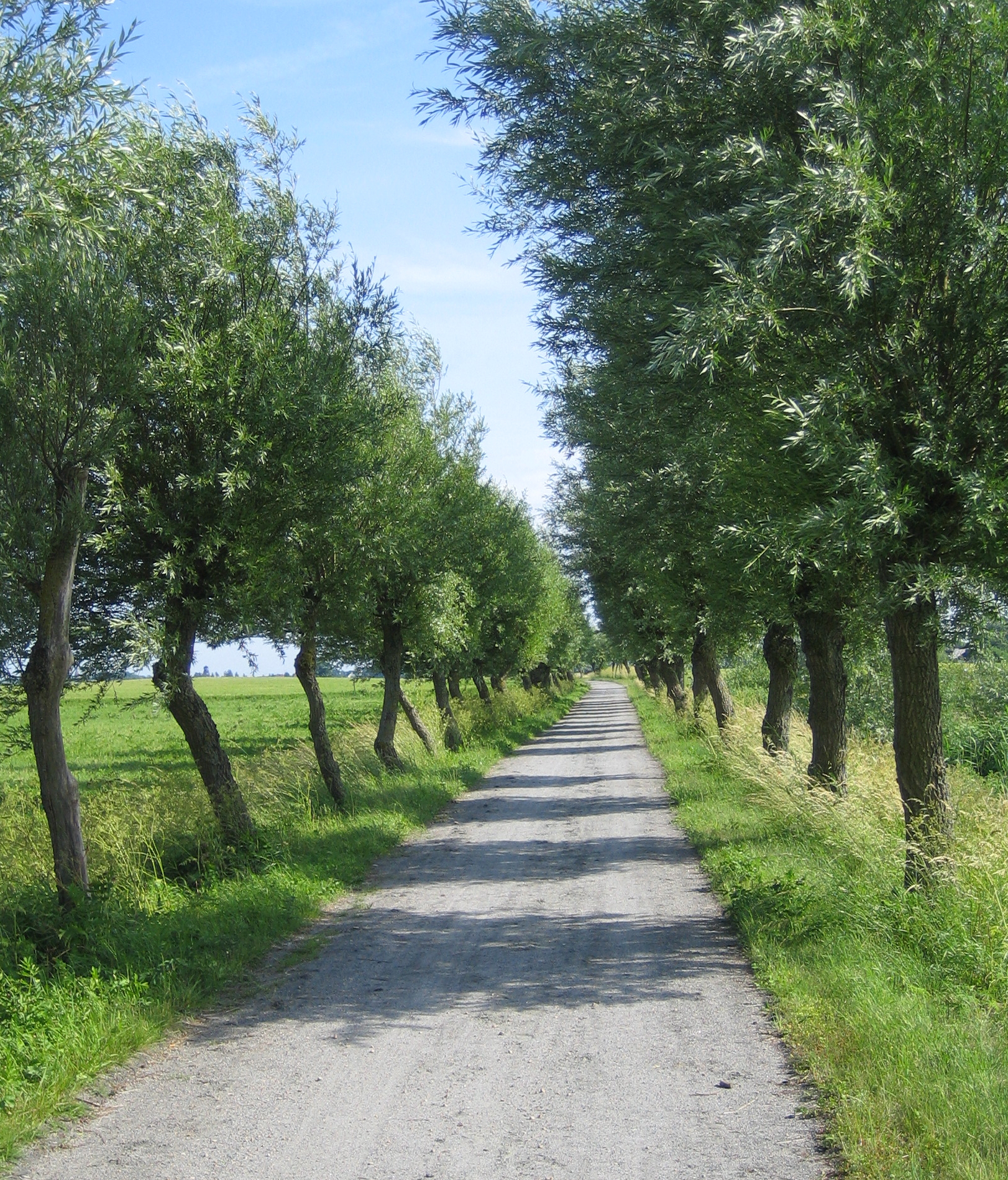
Pilallé vid Naffentorp

## Geografi
Bunkeflo socken ligger i södra Malmö vid Öresund. Socknen är en odlad slättbygd nu delvis tätbebyggd.

## Fornlämningar
Boplatser och lösfynd från stenåldern är funna. Från bronsåldern finns fyra gravhögar bevarade.

## Namnet
Namnet skrevs 1346 Bunkaflo och kommer från kyrkbyn. Efterleden är flo, 'sankmark'. Förleden innehåller bunke, en beteckning för olika gräs- och halvgrässorter. Troligen syftar namnet på ett område väster om byn..